# Партия «Народное действие»
Партия народного действия (ПНД) (кит. трад. 人民行動黨, упр. 人民行动党, пиньинь Rénmín Xíngdòngdǎng, палл. Жэньминь Синьдундан, малайск. Parti Tindakan Rakyat, англ. People’s Action Party, там. மக்கள் செயல் கட்சி) — ведущая политическая партия Сингапура, занимающая центральное место в политической и социальной жизни государства. Основана в 1954 году, пришла к власти после предоставления стране независимости в 1963 году. С 1959 по 1991 партию возглавлял первый премьер-министр Сингапура Ли Куан Ю.

## История
В 1957 году победила на муниципальных выборах, в 1959 — на всеобщих выборах, получив 43 из 51 мест в парламенте «самоуправляющегося государства» Сингапур. Первоначально ставила своей приоритетной целью достижение независимости Малайской Федерацией (в состав которой должен был войти и Сингапур). В 1964 году малайзийскими членами партии была создана Партия демократического действия Малайзии. 
Однако идеология партии, изначально базировавшаяся на принципах антиколониализма и демократического социализма (схожих, но более антикоммунистических позиций придерживался и противоборствующий с ней в 1950-х Трудовой фронт), под руководством Ли Куан Ю, воспользовавшегося арестом левых лидеров партии Народное действие британскими властями, постепенно претерпела трансформационные изменения. От социал-реформистского сочетания капитализма и прагматичного экономического интервенционизма (исключавшего, впрочем, национализации) партия перешла в сторону принципов дерегулированной рыночной экономики и неолиберализма, а также социал-консерватизма. Отвергнув и либеральную демократию западного образца, и социализм, в своей «Белой книге» 1991 года провозгласила приверженность «принципам меритократии» и «азиатским ценностям». При этом до 1992 года партия входила в Социнтерн, хотя в 1976 году уже почти покинула его ряды, когда нидерландская Партия труда потребовала её исключения за подавление свободы слова.
За период бессменного нахождения ПНД у власти фактически произошло сращивание партийного и государственного аппарата — после 1959 году генсеки партии Ли Куан Ю (1954—1992), Го Чок Тонг (1992—2004), Ли Сянь Лун (сын Ли Куан Ю; 2004—2024) были одновременно и премьер-министрами. Господство партии Народное действие в сингапурской политике считается образцом «электорального авторитаризма». Начиная с первых в истории независимого Сингапура выборов 1968 года и по 1980 год, партии принадлежали все места в парламенте Сингапура. На выборах 2006 года получила 66,6 % голосов и завоевала 82 из 84 мест в парламенте. На выборах 2011 года получила 60,14 % голосов (81 из 87 избираемых мест), на выборах 2015 года — 69,9 % голосов (83 из 89 мест). Как правило, оппозиция в сингапурском парламенте представлена исключительно Рабочей партией.